# Mai 1907

## Événements
- Mai - juin, Chili[1] : grève générale à Santiago du Chili.
- Mai - juin, Russie : multiplication des attentats terroristes.

- 4 mai : fondation de l'Union nationale des étudiants de France à Lille

- Du 5 mai au 9 juin : des manifestations de viticulteurs dans toutes les grandes villes du Languedoc méditerranéen rassemblent des centaines de milliers de personnes. Le 5 mai, à Narbonne, l'armée tire sur la foule : 2 morts. Le 21 juin, 500 soldats du 17e régiment d'infanterie de ligne se joignent aux manifestants à Béziers.

- 25 mai : le parlement autrichien est élu pour la première fois au suffrage universel masculin : les chrétiens-sociaux et les sociaux-démocrates remportent les élections.

- 30 mai : le roi Edouard VII octroie les Armoiries de l'Alberta.

- 31 mai : Clifford William Robinson devient premier ministre du Nouveau-Brunswick à la place de William Pugsley.

## Naissances
- 4 mai : Maxence Van der Meersch, écrivain français († 14 janvier 1951).
- 12 mai : Katharine Hepburn, actrice américaine († 29 juin 2003).
- 13 mai : Daphne du Maurier, écrivaine anglaise († 19 avril 1989).
- 22 mai : Hergé (Georges Rémi), dessinateur belge († 3 mars 1983).
- 23 mai : Ginette Mathiot, auteur de Je sais cuisiner, officier de la Légion d'honneur († 14 juin 1998).
- 26 mai : John Wayne, acteur américain († 11 juin 1979).

- 27 mai : 
  - Giuseppe Maria Sensi, cardinal italien de la curie romaine († 26 juillet 2001).
  - Rachel Carson, biologiste et militante écologiste américaine († 14 avril 1964).
  - Augustin Rouart peintre français († 13 décembre 1997).

## Décès
- 7 mai : Félix Régamey, peintre, dessinateur et caricaturiste français (° 7 août 1844).
- 10 mai : George Frederick Marter, chef du Parti conservateur de l'Ontario.